# انترپرایز (آلاباما)
انترپرایز (به انگلیسی: Enterprise) شهری در شهرستان کافی، آلاباما است که مساحت آن ۸۱٫۰۹ کیلومتر مربع است و در سرشماری سال ۲۰۱۰ میلادی، ۲۶٬۵۶۲ نفر جمعیت داشته و تراکم جمعیتی آن، ۳۲۷٫۵۶ نفر در هر کیلومتر مربع بوده است.